# Grenspaal tussen Obdam en Hensbroek
De grenspaal tussen Hensbroek en Obdam geeft de grens aan tussen de bannen van Obdam en Hensbroek. De banpaal is in 1835 geplaatst en is sinds 23 november 1971 in het monumentenregister ingeschreven als rijksmonument. het wapen van Obdam staat niet boven op de banpaal, maar aan de voorkant. Boven op de banpaal staat een vlampot. Op de zijkanten staat ook aangegeven welk dorp aan welke zijde ligt. Op de grenspaal staat eveneens een jaartal vermeld: 1833, dit wijkt af van wat er in de boeken vermeld wordt: 1835.

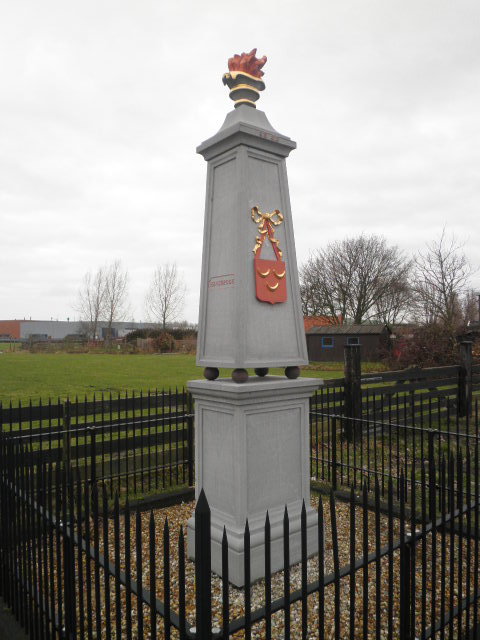
Hensbroek zijde

## Uiterlijk
De banpaal bestaat in essentie uit twee delen, het bovenste deel is het vierkante iets taps toelopende bovenstuk met daarop een vuurpot en het wapenschild van Obdam. Het bovenstuk rust op vier bollen die weer op een vierkant voetstuk staan. Het vermoeden bestaat dat de banpaal niet als zodanig besteld is bij de steenhouwer, mogelijk is het uit een voorraad gekocht en was het in eerste instantie bedoeld als grafmonument.